# COVID-19 в Швеции
Первый случай заражения в Швеции был выявлен 31 января 2020.
Во время эпидемии Швеция стала единственной страной Европы и одним из немногих государств мира, которое отказалось от карантина; власти королевства рассчитывали, что это позволит не только выработать коллективный иммунитет, но и снизить негативное воздействие пандемии на экономику. Такая политика привлекла к стране огромное внимание; многие считали отказ от карантина безумным экспериментом над населением. Газета New York Times описывала подход Швеции как «поведение, предостерегающее весь мир», а саму страну называли государством-изгоем. Однако шведская экономика прошла через пандемию лучше, чем экономики сравнимых стран, при этом дополнительная смертность была меньше, чем в других европейских странах, а уровень смертности был в два раза меньше, чем в Америке.

## Предыстория
12 января 2020 года Всемирная организация здравоохранения подтвердила, что новый коронавирус был причиной респираторного заболевания в группе людей в городе Ухань, провинция Хубэй, Китай, о чём было сообщено ВОЗ 31 декабря 2019 года.
Коэффициент летальности в случае COVID-19 был значительно ниже, чем при атипичной пневмонии в 2003 году, но передача была значительно выше, при этом и общее число погибших было довольно значительным.

## Хронология

### Первая волна
31 января 2020 года был подтверждён первый случай заболевания в Швеции.
26 февраля 2020 года был зафиксирован второй случай заболевания в городе Гётеборге у мужчины, который раннее посещал север Италии.
Швеция стала единственной страной в Западной Европе, где власти не ввели общий карантин; это решение было принято с целью сохранить психическое и физическое здоровье жителей, а также не допустить кризиса в экономике. Самым существенным ограничением был запрет начиная с марта 2020 года мероприятий с числом участников свыше 50; в ноябре число участников было снижено до 8, а потом это ограничение было полностью отменено в сентябре 2021 года. Также было рекомендовано организациям по возможности перевести сотрудников на удалённую работу. Таким образом, ответственность в основном была переложена на плечи граждан страны, которые могли сами решать какие меры им избрать в борьбе с вирусом. Политика властей была поддержана большинством населения.
Власти, хотя и не отрицали наличие COVID-19 в стране, не оценивают угрозу как серьёзную и придерживаются политики минимальных ограничений, полагая, что в долгосрочной перспективе она поможет стране с меньшими потерями выйти из кризиса благодаря накопленному коллективному иммунитету, сохранению рабочих мест и открытых предприятий. Шведскими властями существенно занижалась статистика как по общему числу заболевших, так и по смертности.
Несмотря на мягкие карантинные ограничения, уровень безработицы в Швеции вырос в апреле больше, чем ожидалось. Экономисты ожидали, что показатель составит 7,8 %. Нескорректированный показатель вырос до 8,2 % на фоне резкого сокращения количества отработанных часов, в основном в гостиничной и ресторанной индустрии.

### Вторая волна
По состоянию на 1 февраля 2021 года в Швеции зафиксировано 567 000 случаев заражения и 11 591 умерших.
К моменту спада второй волны пандемии Швеция суммарно опустилась с 7го места в мире по количеству умерших на душу населения до 27го мест в Европе. При этом с приходом второй волны были несколько усилены ковидные ограничения, что Андерс Тегнелл объяснил общим увеличением количества знаний о вирусе и его действии. При этом Швеция продолжила по суммарной смертности на душу населения сильно (в 10-11 раз) опережать Финляндию и Норвегию и в 3 раза Данию, хотя с последней разрыв к концу второй волны продолжал сокращаться. Обычно этот разрыв с соседними странами служит основой критики «шведской модели» борьбы с пандемией. Этот разрыв объясняется следующими причинами:
- Сильная концентрация населения всего лишь в трех агломерациях вокруг Стокгольма, Гётеборга и Мальмё.
- Четверть населения имеет иностранный бэкграунд, что отражается как на личном здоровье, так и на условиях жизни, зачастую в компактных иммигрантских общинах.
- Сильная начальная вспышка, вызванная спортивными каникулами в Стокгольме, куда прилетели так называемые «кашляющие самолёты», возвращавшихся с каникул в начале марта из Италии.
- Необычно мягкий сезонный грипп 2019 году и начале 2020 годов с аномально низкой смертностью.

Согласно опросам на февраль 2021 года 82 % взрослого населения желают вакцинироваться и по планам правительства смогут это сделать до Праздника летнего солнцестояния 21 июня.

### Последующие волны
Пик избыточной смертности, который пришелся в Швеции на 2020 год, наступил в Дании, Норвегии и Финляндии в 2022. При этом суммарная избыточная смертность в Швеции, Дании и Норвегии практически одинакова, а в Финляндии продолжает оставаться ощутимо повышенной. Пик смертности 2020 года привел к сокращению ожидаемой продолжительности жизни в Швеции на 0,6 года но за время последующих волн ожидаемая продолжительность жизни выправилась и в 2022 году составила 83 года (83,1 года до пандемии), обогнав Норвегию, в которой из-за запоздавшего пика смертности продолжительность жизни снизилась на два года позже.

## Итоги
Многие эксперты предрекали катастрофу. Однако при предсказаниях в 80 000 дополнительных смертей до 1 июля 2020 года (предсказание исследования Британского Имперского колледжа), в этот срок в Швеции было только 5 455 смертей, или 7 % от предсказанного. При этом количество смертей на одного человека было меньше чем например в Италии или Испании, хотя и существенно выше чем у соседних стран. При этом важно что люди умирали не из-за перегруженности медицинской системы, поскольку для всех хватало мест в палатах интенсивной терапии. По одной из гипотез, при отсутствии карантина сами люди предпринимали необходимые меры для того чтобы уменьшить шанс заражения.
К июню 2023 года смертность от КОВИД-19 в Швеции на единицу населения была на 40 % выше чем в соседних странах, хотя и намного ниже предсказанного или ниже чем на юге Европы. Однако в соседних странах не все смерти от КОВИД-19 учитывались в статистике. Если рассматривать дополнительную смертность за 2020—2022 годы, то оказываться что в Швеции дополнительная смертность на единицу населения была наименьшей в Европе по подсчетам шведских властей и одной из наименьших по независимым исследованиям, включая исследование журнала The Economist.
С точки зрения экономики, шведская экономика показала лучшие результаты, чем если бы пандемии не было (по сравнению с предсказанием, не учитывающем пандемию), в то время как и европейская, так и американская экономики уменьшились на соответственно 2,1 % и 1,2 %.